# Mírame (canción de Celia Gámez)
Mírame es una canción estrenada en 1942 y tema principal de la revisa musical española Yola, protagonizada por Celia Gámez.

## Descripción
Estrenada en el Teatro Eslava de Madrid el 14 de marzo de 1941, el espectáculo alcanzó un enorme éxito de público, consagrando su tema principal Mírame, como la canción número uno en las listas de éxitos españolas de 1942, según datos de la Sociedad General de Autores.
Se trata de una canción de amor, que celebra el inminente reencuentro de dos amantes que durante un tiempo estuvieron separados por circunstancias de la vida.

## Versiones
El tema forma parte de la banda sonora de las películas Canciones para después de una guerra (1971), de Basilio Martín Patino,  Dos chicas de revista (1973), en interpretación de Lina Morgan Mi hijo no es lo que parece (1974), por Esperanza Roy  y Hotel Danubio (2003), por Fedra Lorente.  
En la versión que de Yola se hizo para Televisión española en 1996 en el espacio La revista, la modelo Eva Pedraza se hizo cargo de la canción.
Se ha incluido en varios espectáculos musicales, destacando Por la calle de Alcalá (1983), con Esperanza Roy, Cómeme el coco, negro (1989), con La Cubana y Un chico de revista (2017), con Rosa Valenty en el Teatro La Latina.
También fue cantada por Marujita Díaz (Música y estrellas, 1976) y Concha Velasco para televisión.
Versionada por la banda El Consorcio en su LP de 1995 Peticiones del oyente.